# 토코이 원로원
토코이 원로원(핀란드어: Tokoin senaatti 토코인 세나티[*])은 핀란드 대공국의 16번째 원로원내각이다. 1917년 3월 러시아에서 혁명이 일어나 러시아 제국이 망하고 러시아 공화국이 들어섰다. 핀란드에서는 1916년 의회선거를 치르고 핀란드 사회민주당이 단독 과반을 얻었다. 사회민주당은 원래 우파 정당과 타협하지 않는다는 원칙이 있었지만 결국 3월 말엽 연정을 이루게 되었다.
수반은 사민당원 오스카리 토코이였다. 토코이 원로원은 핀란드의 독립, 개헌, 금주법 소작농 문제 등 여러 문제가 산적해 있었다. 4월에는 의회가 "국가의 열망(valtiolliset pyrkimykset)", 즉 핀란드의 독립을 결의했다. 같은 해 7월, 토코이 원로원은 핀란드의 최고 권력기구를 원로원이 아닌 의회로 삼고, 러시아로부터 외교권과 군사권 이외의 모든 권력들을 되찾는 것을 골자로 하는 "권력법"을 발의했다. 권력법은 사회민주당이 단독 과반을 이룬 의회에서 통과되었지만, 러시아 공화국은 그 승인을 거부하고 핀란드에 병력을 파견해 토코이 원로원을 해산시켰다. 새로 치러진 1917년 의회선거에서 사회민주당은 단독 과반을 상실했고, 토코이 원로원에서 사회민주당원만 빠진 세탤래 원로원이 조각되었다.
| 직책                                                          | 성명                 | 재임기간                        | 정당 | 정당          |
| ------------------------------------------------------------- | -------------------- | ------------------------------- | ---- | ------------- |
| 원로원 경제부원장 Senaatin talousosaston varapuheenjohtaja    | 오스카리 토코이      | 1917년 3월 26일-1917년 9월 8일  |      | 사회민주당    |
| 법무국장 Oikeustoimituskunnan päällikkö                       | 안티 툴렌헤이모      | 1917년 3월 26일–1917년 9월 8일  |      | 핀란드당      |
| 민사국장 Siviilitoimituskunnan päällikkö                      | 알란 세를라키우스    | 1917년 3월 26일–1917년 9월 8일  |      | 핀란드당      |
| 민사차장 Siviilitoimituskunnan apulaispäällikkö               | 율리우스 아일리오    | 1917년 3월 26일–1917년 9월 8일  |      | 사회민주당    |
| 국내국장 Kamaritoimituskunnan päällikkö                       | 배이뇌 부올리요키    | 1917년 3월 26일-1917년 8월 17일 |      | 사회민주당    |
| 재무국장 Valtiovaraintoimituskunnan päällikkö                 | 배이뇌 탄네르        | 1917년 3월 26일–1917년 9월 8일  |      | 사회민주당    |
| 종무교육국장 Kirkollis- ja opetustoimituskunnan päällikkö     | 에밀 네스토르 세탤래 | 1917년 3월 26일–1917년 9월 8일  |      | 청년 핀란드당 |
| 농경국장 Maanviljelystoimituskunnan päällikkö                 | 퀴외스티 칼리오      | 1917년 3월 26일–1917년 9월 8일  |      | 농업동맹      |
| 운수국장 Kulkulaitostoimituskunnan päällikkö                  | 배이뇌 보이온마      | 1917년 3월 26일–1917년 9월 8일  |      | 사회민주당    |
| 상공국장 Kauppa- ja teollisuustoimituskunnan päällikkö        | 레오 에른로트        | 1917년 3월 26일–1917년 9월 8일  |      | 스웨덴인당    |
| 상공차장 Kauppa- ja teollisuustoimituskunnan apulaispäällikkö | 마티 파시부오리      | 1917년 3월 26일–1917년 9월 8일  |      | 사회민주당    |
| 무임소원로 Salkuton senaattori                                | 루돌프 홀스티        | 1917년 5월 27일–1917년 9월 8일  |      | 청년 핀란드당 |

## 참고 자료
- Jussila, Hentilä, Nevakivi: Suomen poliittinen historia 1809-2006, Werner Söderström, Helsinki 2006

| 전임 보로비티노프 원로원 | 제16대 핀란드 원로원 1917년 3월 26일-1917년 9월 8일 | 후임 세탤래 원로원 |